# Chifa
Le terme chifa (issu des mots de chinois cantonais chi [manger] et fan [riz], 吃饭) désigne la cuisine péruvienne influencée par la cuisine chinoise. Depuis 1841, poussés par la pauvreté, des migrants chinois venus principalement de la région de Canton sont à l'origine de cette cuisine chifa au Pérou.
Les restaurants de cuisine chifa sont très populaires au Pérou.

## Histoire
La cuisine chifa tient son origine dans le centre de la capitale Lima. Au début, elle était consommée par les classes les plus aisées. Peu à peu, elle est devenue plus populaire. Environ 10 000 restaurants chifa voient le jour chaque année.

## Les plats les plus populaires
- Arroz chaufa (du cantonais 炒饭 "chaofan" signifiant riz frit)[1]
- Chi Jau Kay
- Pollo con verduras
- Pollo Ti Pa Kay
- Sopa wantan
- Tallarin saltado
- Wantan frito

## Galerie

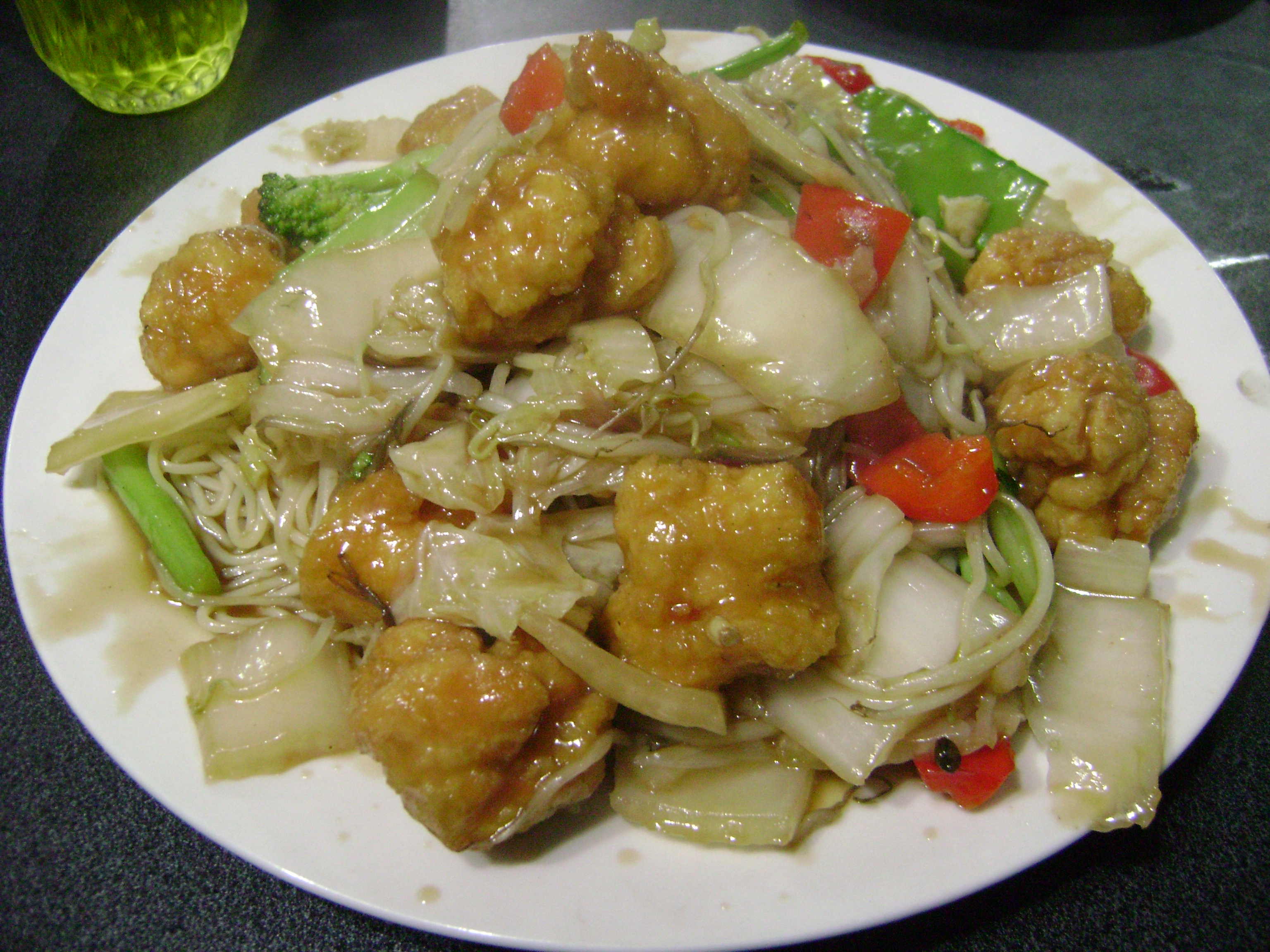
Tallarin saltado.
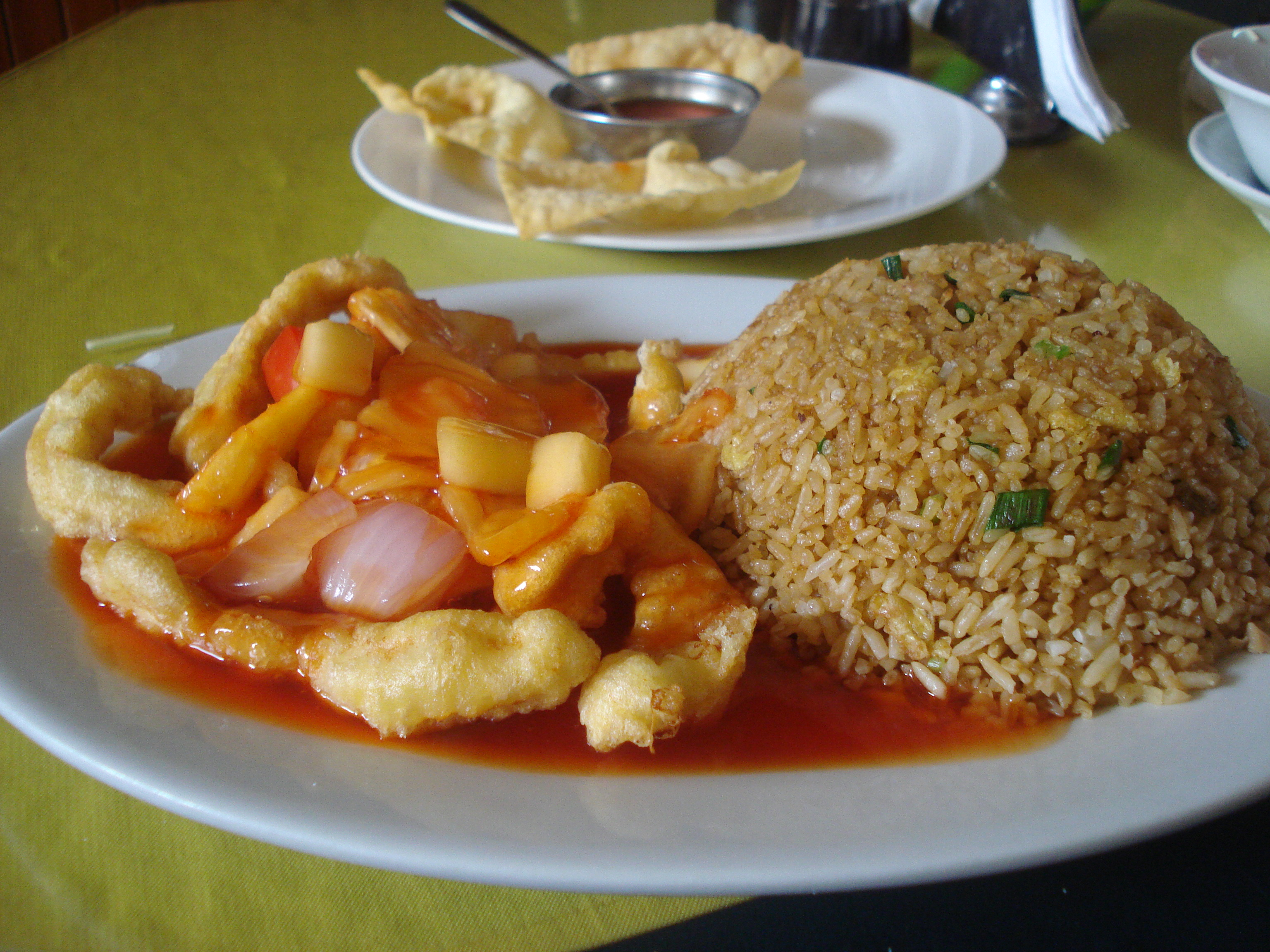
Pollo cinco sabores.
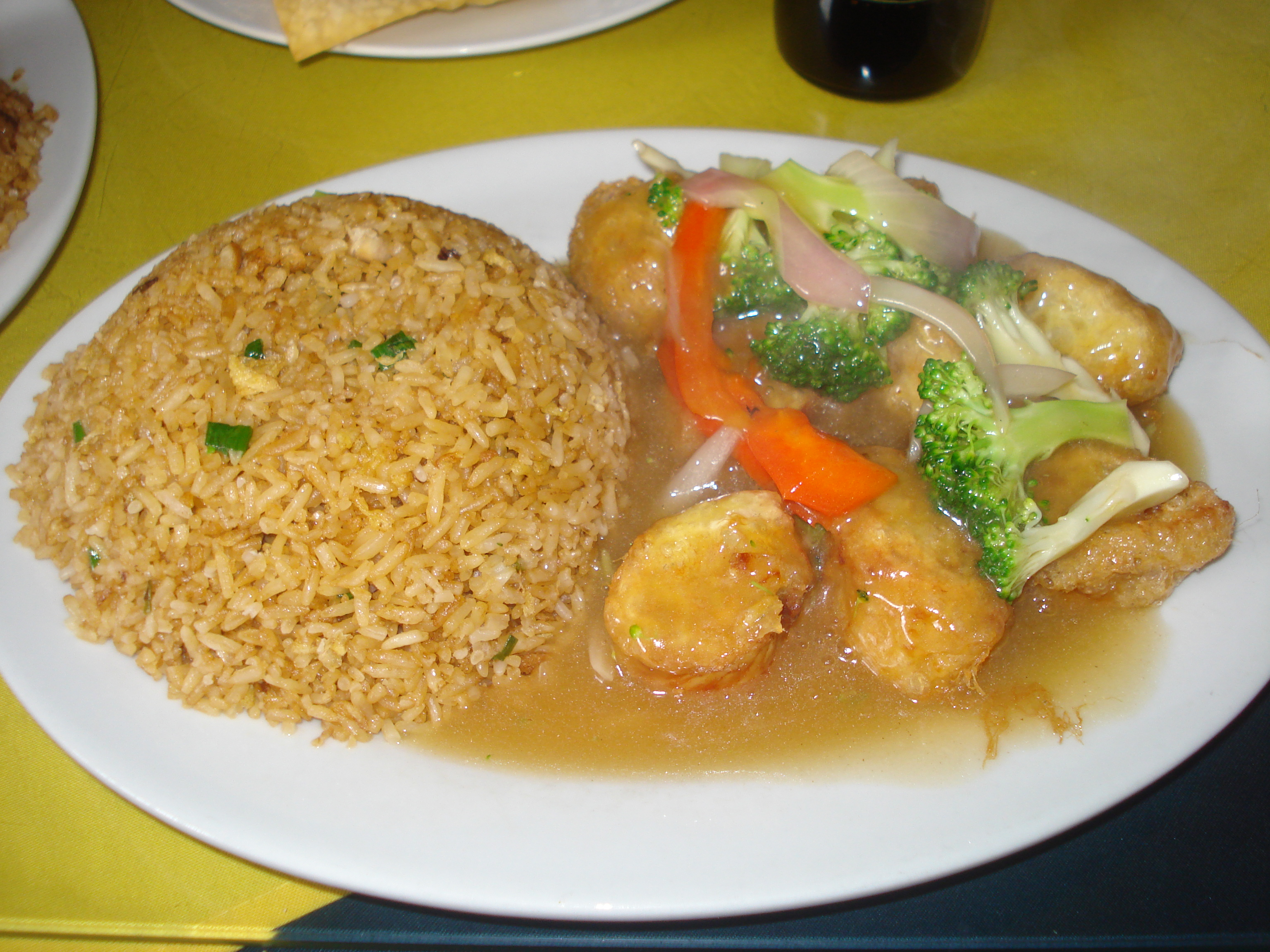
Pollo enrollado.